# إدوين لويس
إدوين لويس (بالإنجليزية: Edwin Lewis)‏ هو عالم عقيدة أمريكي، ولد في 1881، وتوفي في 1959.